# Carsina obliqua
Carsina obliqua là một loài bướm đêm trong họ Noctuidae.